# Escaleras de El Exorcista

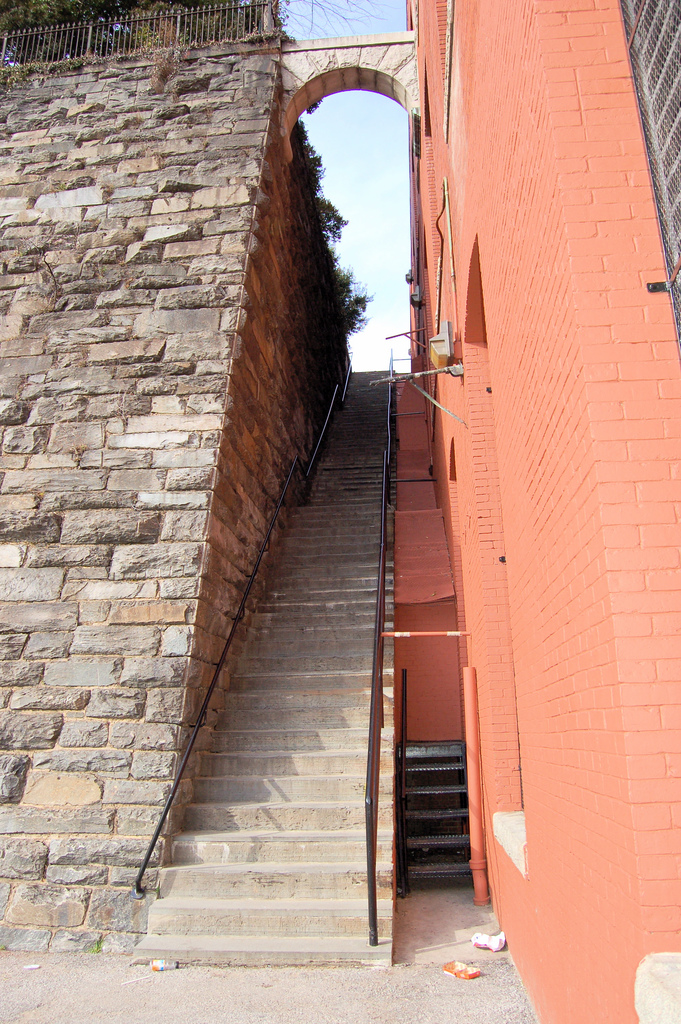
Las escaleras de El Exorcista en Georgetown.

Las escaleras de El Exorcista, que solían llamarse las "escaleras de Hitchcock", son unas escaleras de concreto que continúan la calle 36, y que descienden desde la esquina de Prospect St y 36th St NW, hasta un pequeño estacionamiento, retranqueado de la intersección de M Street NW, Canal Rd NW y Whitehurst Freeway NW en el vecindario de Georgetown en Washington D. C. (Estados Unidos). Son famosas por aparecer en la película de 1973 El exorcista. Se construyeron en 1895 junto con el el adyacente Capital Traction Company Barn para teleféricos, sirviendo como pozo de luz y derecho de paso público.
Para la filmación de El Exorcista, estaban acolchados con 12,7 mm de goma para amortiguar la caída del Padre Damián Karras. Como la casa de la que cae Karras estaba ligeramente alejada de los escalones, el equipo de filmación construyó una extensión hacia el este con un frente falso.
En un fin de semana ceremonial de Halloween en 2015 que contó con el director de la película William Friedkin y el guionista William Peter Blatty (quien también escribió el libro en el que se basa la película), los pasos del Exorcista fueron reconocidos como un hito de D. C. y una atracción turística oficial por parte de la alcaldesa del Distrito de Columbia Muriel Bowser, con una placa descubierta en la base de los escalones que reconoce su importancia para DC y la historia del cine.